# Біла (Чернівецький район)
Бі́ла — село в Україні, у Мамаївській сільській громаді Чернівецького району Чернівецької області.
У селі розташована гідрологічна пам'ятка природи «Цілюще джерело».

## Населення
Національний склад населення за даними перепису 1930 року у Румунії:
| Національність | Кількість осіб | Відсоток |
| -------------- | -------------- | -------- |
| українці       | 493            | 93,02 %  |
| поляки         | 24             | 4,53 %   |
| румуни         | 13             | 2,45 %   |

Мовний склад населення за даними перепису 1930 року:
| Мова       | Кількість осіб | Відсоток |
| ---------- | -------------- | -------- |
| українська | 517            | 97,55 %  |
| румунська  | 12             | 2,26 %   |
| польська   | 1              | 0,19 %   |

### Мова
Розподіл населення за рідною мовою за даними перепису 2001 року:
| Мова       | Кількість | Відсоток |
| ---------- | --------- | -------- |
| українська | 602       | 98.37%   |
| російська  | 7         | 1.47%    |
| румунська  | 1         | 0.16%    |
| Усього     | 612       | 100%     |